# Über uns Stille
Über uns Stille (Originaltitel: Fallout) ist der Titel eines Jugendbuchs des US-amerikanischen Autors Morton Rhue.

## Inhaltsangabe
Die Handlung spielt in den USA im Jahre 1962, während der Kubakrise. Es wird aus der Perspektive eines 12-jährigen Teenagers namens Scott erzählt, dessen Vater einen Atombunker für den Fall eines nuklearen Angriffs errichtet hat. Im Gegensatz zum tatsächlichen Verlauf des Kalten Kriegs werden die USA angegriffen und Scott und seine Familie fliehen in den Bunker. Obwohl Scotts Vater versucht, dies zu verhindern, schaffen es außerdem noch einige Nachbarn in den Bunker zu gelangen. Die Handlung springt dabei abwechselnd zwischen der Zeit vor dem Angriff und den Erlebnissen im Bunker. Hierbei stehen neben akuten Problemen wie Nahrungs- und Wassermangel vor allem gruppeninterne Konflikte und Spannungen im Vordergrund. Der Roman endet mit dem Verlassen des Bunkers, ob die Bunkerinsassen jedoch überleben oder z. B. durch atomare Verstrahlung sterben, wird offen gelassen.

## Charaktere

### Scott Parker
Scott Parker ist der Sohn von Richard und Mrs. Parker sowie der Bruder von Edward Parker, den er Sparky nennt. Bis zum Angriff soll er vermutlich so etwas wie den „Durchschnittsteenager“ darstellen. Im Bunker ist er meist recht still und zurückhaltend. Das Buch ist aus der Sicht Scotss in der Ich-Perspektive geschrieben.

### Edward „Sparky“ Parker
Edward, der von Scott „Sparky“ genannt wird, ist der jüngere Bruder Scotts, und wird als „nerviger kleiner Bruder des großen Teenagers“ dargestellt, was das Bild der „Durchschnittsfamilie“ unterstreicht. Im Bunker ist er meist ängstlich und zurückhaltend.

### Richard Parker
Richard Parker ist ein guter Vater, der alles tut, um seine Familie zu beschützen. Er hat den Bau des Bunkers veranlasst und etliche Vorbereitungen für den Atomschlag getroffen. Im Bunker übernimmt er eine führende Rolle und versucht weiterhin mit allen Mitteln, seine Familie zu beschützen.

### Mrs. Parker
Vor dem Angriff verhält sich Scotts Mutter Mrs. Parker relativ durchschnittlich und der Leser erfährt nicht viel über ihre Persönlichkeit. Mit dem Bunker ist sie nicht einverstanden, da die Familie deswegen gehänselt und verspottet wird. Sie wird bei dem Angriff verletzt und ist im Bunker nicht in der Lage zu kommunizieren. Der Leser erfährt nicht, ob sie überlebt.

## Rezensionen
- „Über uns Stille“ ist ein Buch, was zum Nachdenken und zum Mitfühlen verleitet. Die Kubakrise mag der Vergangenheit angehören, doch Atomwaffen sind immer noch ein aktuelles Thema, so dass die Geschichte eine Eindringlichkeit besitzt, die einen Gänsehaut bekommen lässt.[1]
- „Über uns Stille“ ist ein altersgerechter Roman für Jugendliche, weil er präzise die wichtigsten Kernpunkte aufgreift und trotz manch unlogisch erscheinender Passagen wichtige Aspekte anspricht, die ich wärmstens empfehlen kann. Es ist nie verkehrt sich in Erinnerung zu rufen, wie kostbar jeder Augenblick des Friedens ist und dass jedes Atomkraftwerk und jede Atomwaffe auf der Welt, eine zu viel ist, denn diese könnten unseren Frieden von Jetzt auf Gleich beenden![2]
- Ein wirklich gut geschriebener und fundiert recherchierter Roman, der sich an ein schwieriges Thema und eine historisch ausgesprochen komplexe Epoche wagt. Ein weiterer Roman vom Autor von »Die Welle«, der ebenso brillant geschrieben ist und menschliche Abgründe unter die Lupe nimmt.[3]